# Luzula vinesii
Luzula vinesii là một loài thực vật có hoa trong họ Juncaceae. Loài này được Murr mô tả khoa học đầu tiên năm 1925.